# 江戸橋ジャンクション

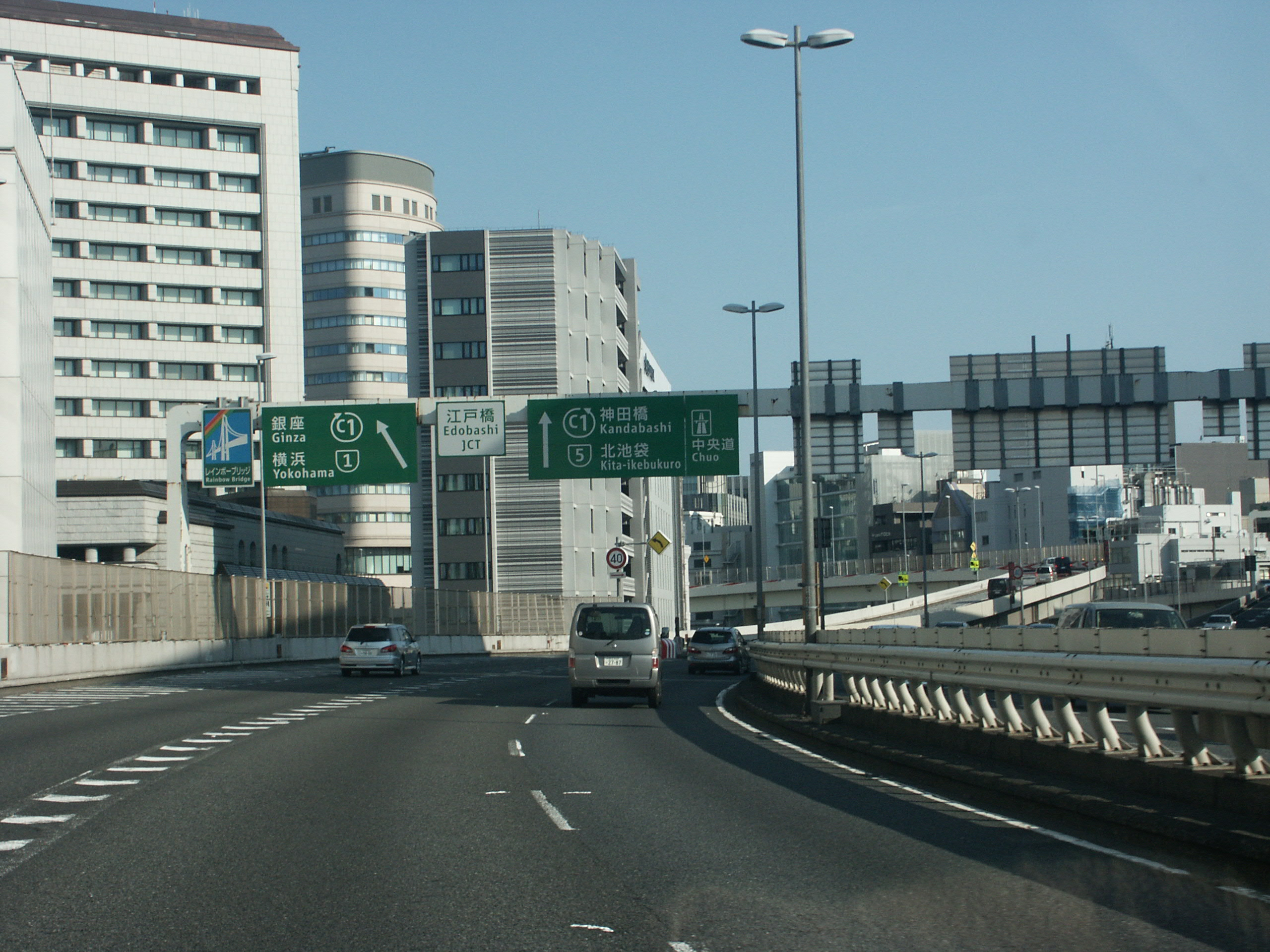
向島線上り分岐付近

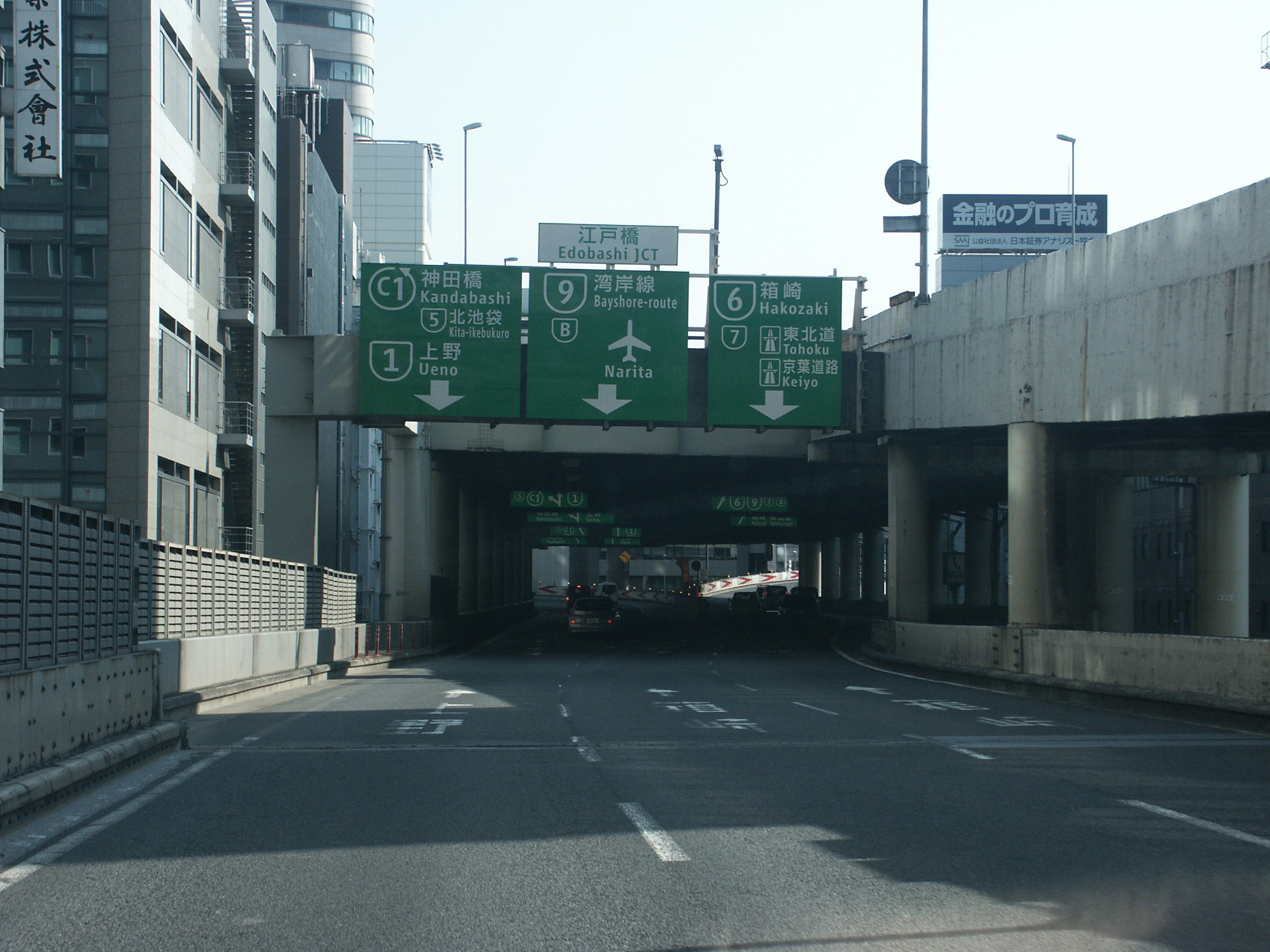
都心環状線内回り側分岐付近

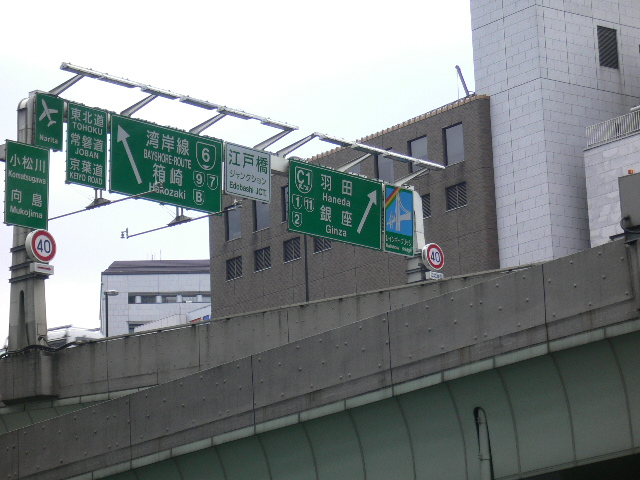
分岐点（C1外回り）

江戸橋ジャンクション（えどばしジャンクション）は、東京都中央区にある、首都高速道路のジャンクションである。

## 概要
日本橋小網町・日本橋一丁目・日本橋兜町の区域界にあたる日本橋川の上空に位置する。1963年（昭和38年）12月21日に供用開始した、首都高速道路では初めてのジャンクション（分岐部）である。ジャンクションの名称はすぐ西隣にある江戸橋に由来するが、江戸橋の一つ西（上流側）にあるのが、日本の道路元標が埋め込まれた日本橋であり、高速道路では江戸橋JCTを起点とするケースが多い。（ただし都心環状線の起点は日本橋真上）
建設当初は「都道首都高速1号線」の延伸部及び分岐部という形で作られ、北側の開通区間は1号線が本町出入口（江戸橋JCTから0.1km）まで、「分岐部」が呉服橋出入口（江戸橋JCTから0.3km）までと短く、呉服橋方面が枝線の形であった。その後、都心環状線構想が実行されるにつれ、分岐線であった呉服橋方面が都心環状線の本線となり、江戸橋JCTから浜崎橋JCTの「都道首都高速1号線」が都心環状線に組み入れられた。その後、6号向島線および7号小松川線が建設された際には、6号線は都心環状線のみに接続されるようになり、現在の形になった。

### 接続している路線
- 都心環状線
- 1号上野線
- 6号向島線

1号上野線は都心環状線京橋JCT方面とのみ接続しており、他の路線とは接続していない。
またアジア太平洋経済社会委員会が定めるアジアンハイウェイの1号線の起点となっている。

## 接続形状
基本的な形状はハート型（Y型）ジャンクションに、さらに高速道路が1本とりついている形である。
6号向島線は東北自動車道・常磐自動車道から、さらには7号小松川線を介して京葉道路から集まってくる、都心通過を含む交通が輻輳しやすい路線となっていることもあり、6号向島線と都心環状線両方向が2車線ずつで接続されており、特に都心環状線神田橋JCT方向とは日本橋側の上空で直線的に接続している。一方、都心環状線京橋JCT方面は都心環状線神田橋JCT方面-6号向島線から「分岐」する形状でとりついており、都心環状線神田橋JCT方面とは6号向島線方面車線から分岐（内回りは左側分岐、外回りは右側分岐）する1車線のランプで接続されている。
1号上野線と都心環状線京橋JCT方面とはルート的には分岐がなく結ばれているが、江戸橋JCT部分で1車線となり車線数が減少している。このルートは全体的に大きなS字カーブとなっているが、これは用地上の制約から1号上野線が日本橋川と昭和通りの上空を通行するようにしたためである。
6号線が開通した1971年（昭和46年）から1991年（平成3年）まで、上野方面・箱崎方面から銀座方面への流入を信号機によって制御していた。前記2方向および神田橋方面からの合流が近接しているとともに、銀座方面に宝町出口があることによる安全の確保と交通の円滑化を図るためであったが、上野方面・箱崎方面からの車線を減らし、宝町出口付近の車線を増やしたことで、信号機は撤去された。

### 将来の計画
都心環状線の神田橋JCT - 江戸橋JCT間は、老朽化等に伴う地下化事業が進められている。この事業では、江戸橋JCTの神田橋JCT方面 - 6号向島線方面も地下化の対象となる一方、その他の車線・ランプが高架のまま残されるため、都心環状線相互方向（神田橋JCT方面 - 京橋JCT方面）のランプが廃止となり、京橋方面は1号上野線・6号向島線、神田橋方面は6号向島線との連絡のみとなる予定である。予定では2035年度までには都心環状ルートは神田橋JCTから八重洲線が組み込まれる形で行き来するようになり、同様に江戸橋JCT付近の日本橋地下区間も完成して切り替わった後に、2040年度までには地上区間の高架が撤去されるとしている。

## 隣
首都高速都心環状線
(29,28)神田橋出入口 - *(30)呉服橋出入口 - *(31)江戸橋出入口 - 江戸橋JCT - (11)宝町出入口
首都高速1号上野線
江戸橋JCT - (181,182)本町出入口
首都高速6号向島線
江戸橋JCT - 箱崎JCT/(601,602)箱崎出入口/(604)浜町出入口/(603)清洲橋出口/箱崎PA
*打消線は廃止